# Rhynchostegiella fabroniadelphus
Rhynchostegiella fabroniadelphus är en bladmossart som beskrevs av Brotherus 1909. Rhynchostegiella fabroniadelphus ingår i släktet nålmossor, och familjen Brachytheciaceae. Inga underarter finns listade i Catalogue of Life.